# نقشه ژن

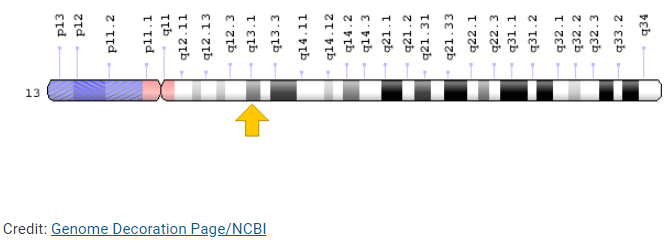
مثالی از نقشه ژنی

نقشهٔ ژن نمایه‌ایست که ساختمان یک ژن را به نمایش می‌گذارد. یک نقشهٔ ژن دارای چیدمان (توالی) دی‌ان‌آی یک ژن با میانه‌ها (اینترون‌ها)، بیانه‌ها (اگزون‌ها)، پایانهٔ '۵، پایانهٔ '۳، دُم چندآدنینی، ساماندهنده‌هایی مانند برانگیزنده‌ها، افزاینده‌ها، و جهش‌هایی که دگره‌ها (آلل‌ها)ی گوناگون آن ژن را می‌سازند، می‌باشد.